# Tabernakel

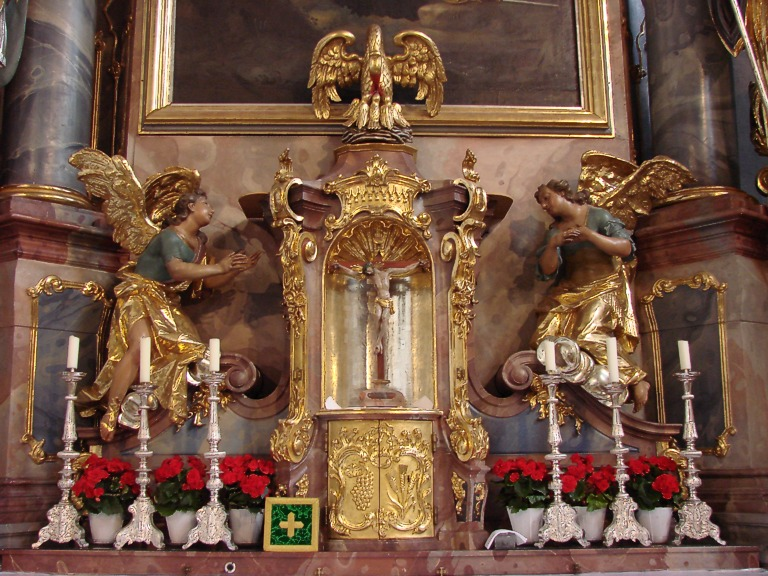
Tabernakel mit Expositionsnische in Dietfurt an der Altmühl

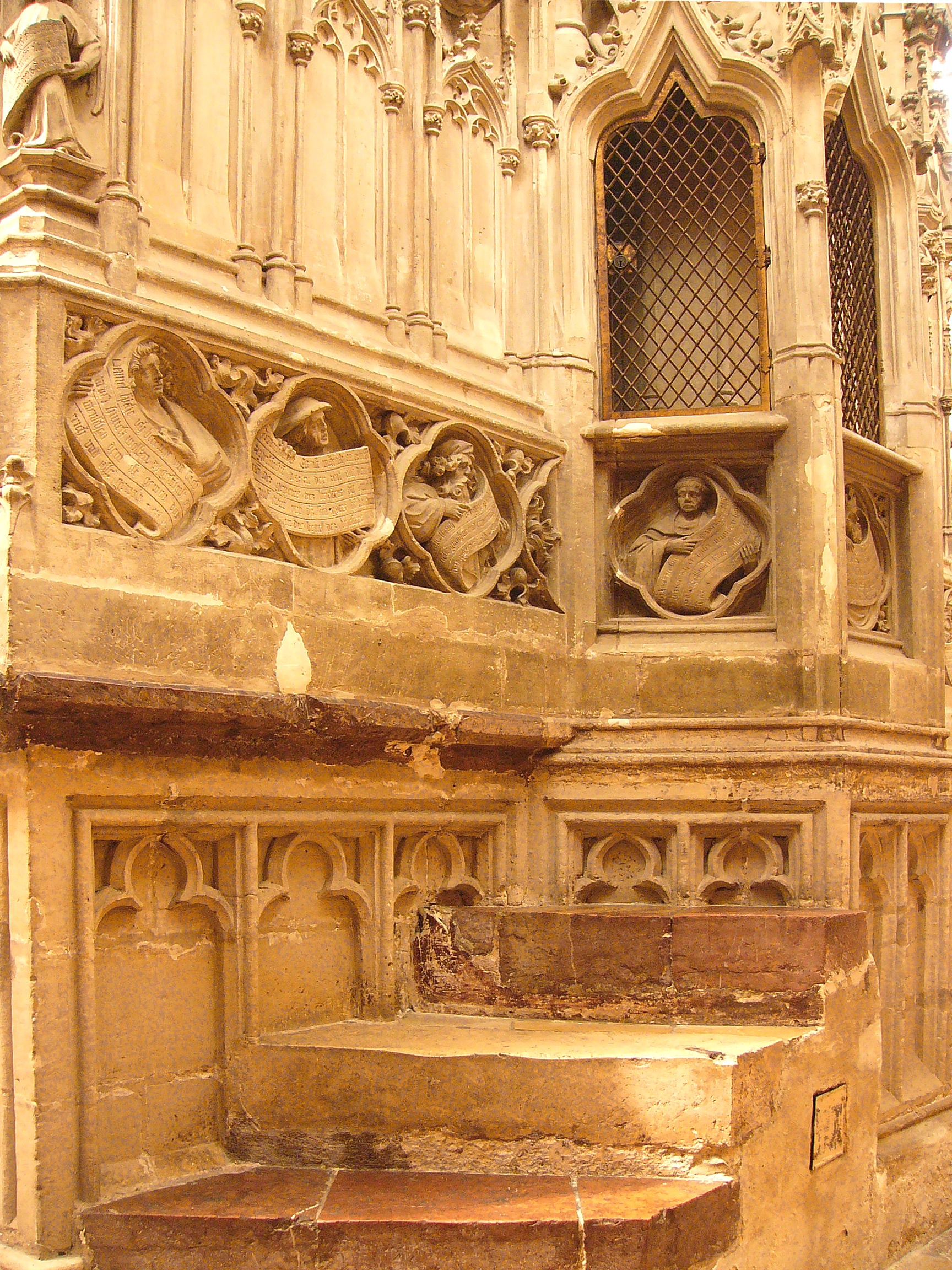
Zugang zum Tabernakel an der Rückwand des Hochaltares von St. Martin in Landshut

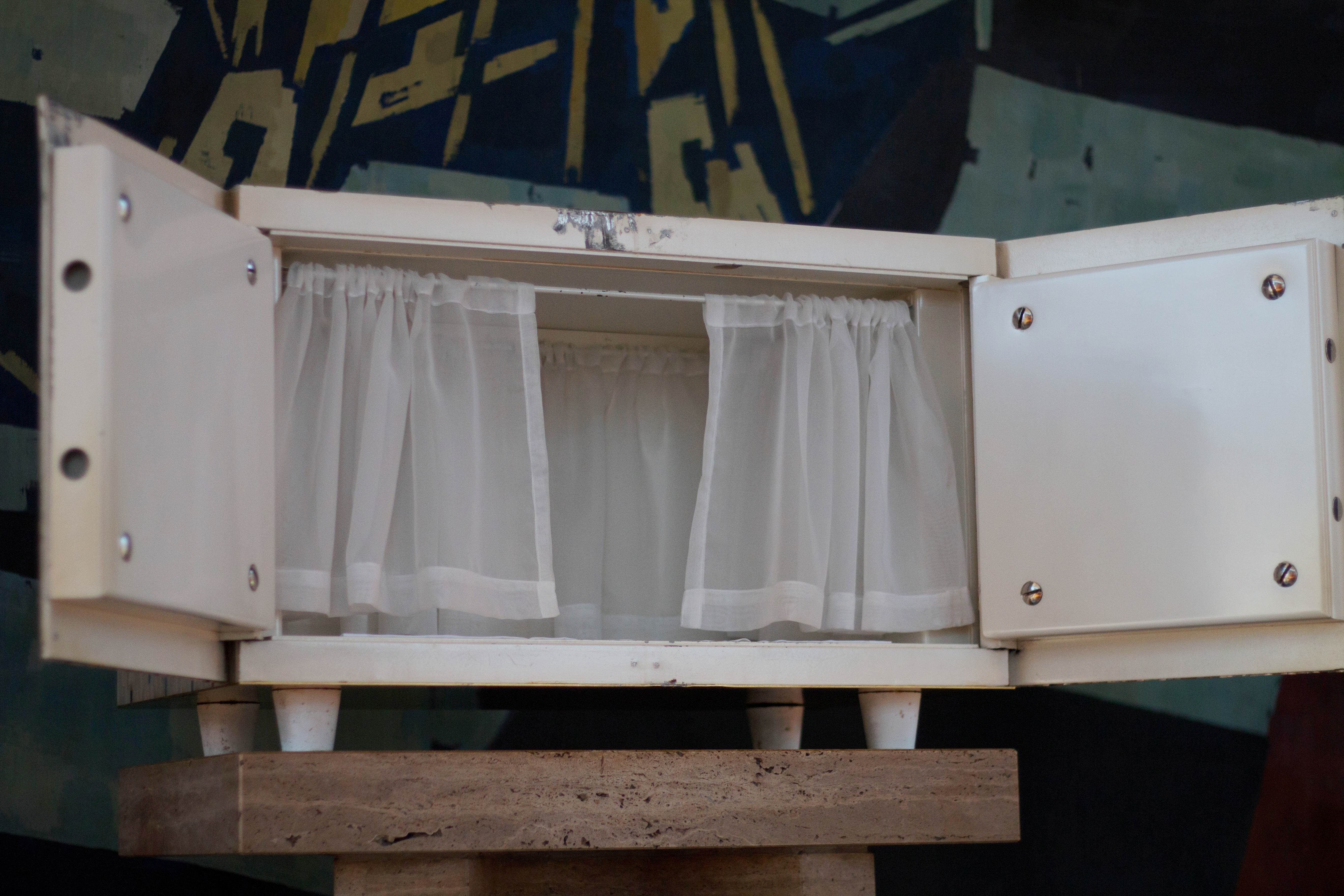
Tabernakel am Karfreitag – offen und leer; Liebfrauenkirche in Bad Harzburg

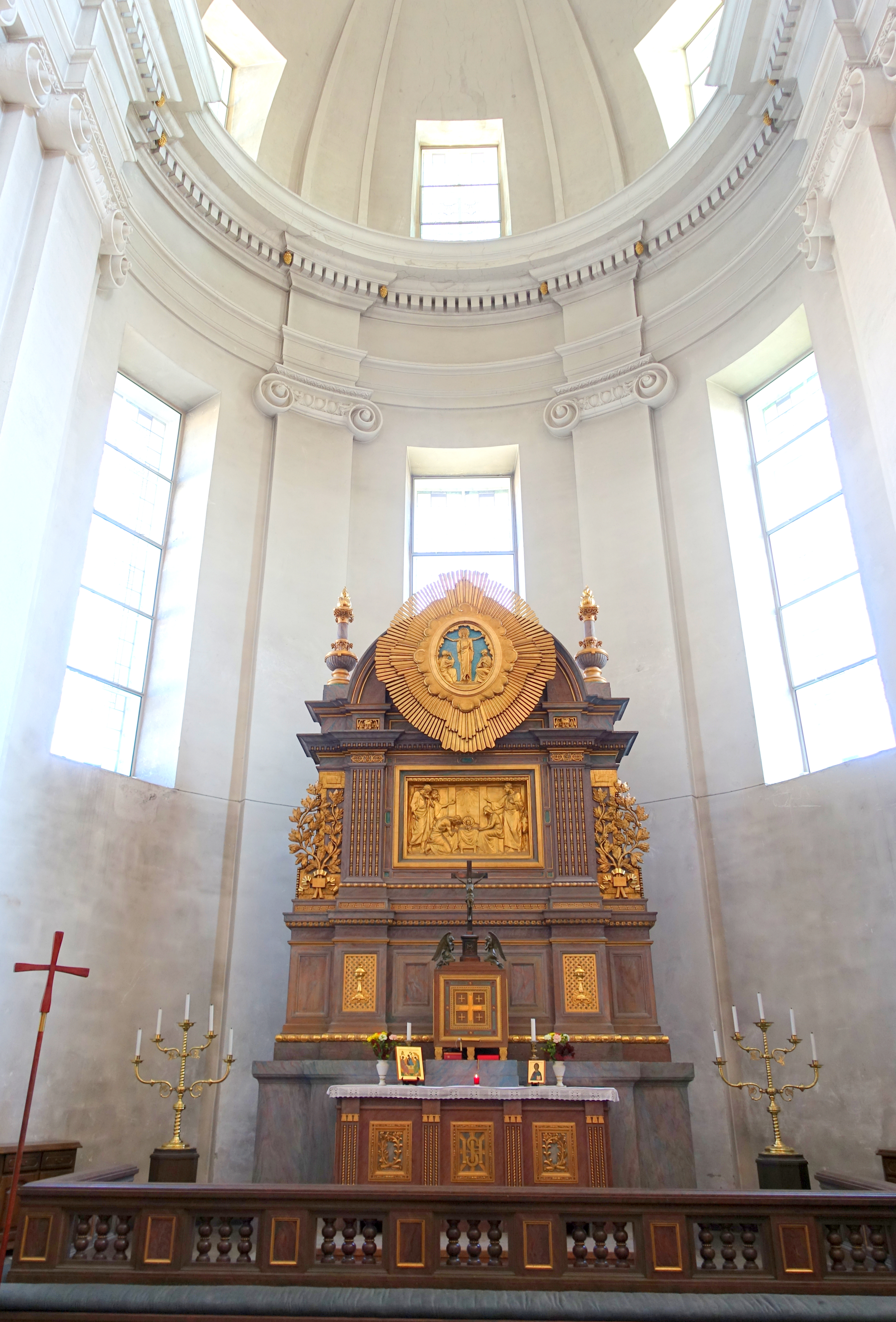
Früherer Hochaltar der lutherischen Friedrichskirche in Karlskrona mit Tabernakel

Der (auch das) Tabernakel (lateinisch tabernaculum ‚Hütte, Zelt‘) ist in römisch-katholischen und altkatholischen Kirchen, seltener auch in anglikanischen Kirchen (des Anglokatholizismus), vereinzelt auch in evangelisch-lutherischen Kirchen die Bezeichnung für den Aufbewahrungsort der Reliqua sacramenti, der in der Eucharistiefeier konsekrierten Hostien, die nach katholischer Lehre Leib Christi sind und bleiben. Der Tabernakel ist in der Regel ein künstlerisch gestaltetes Sakramentshaus mit massiven Wänden und verschließbarer Tür; er ist ein Ort stiller Anbetung.
In einigen reformierten Kirchen und bei den Mormonen, vorwiegend im englischsprachigen Raum, bezeichnet Tabernakel (englisch tabernacle) dagegen das Kirchengebäude oder Versammlungslokal.

## Bedeutung
Der Name ist eine Umwidmung und Neuprägung des Begriffs Offenbarungszelt (Einheitsübersetzung) bzw.  Stiftshütte (Lutherbibel) des Tanachs, die in der lateinischen Bibel tabernaculum testimonii (lat. „Zelt der [göttlichen] Offenbarung“) benannt wird. In der hebräischen Sprache ist es als Mischkan (משכן, „Wohnung“, im Sinne von Gottes Heimstätte auf Erden) bekannt. Darin wurden die Gebotstafeln Moses (als Allerheiligstes) aufbewahrt und auf den biblischen Wanderungen des Volkes Israel mitgeführt. Zugleich ist das Wort in der römisch-katholischen Verwendung ein vorwegnehmender Bezug auf das „himmlische Jerusalem“ (siehe Eschatologie), das als „Zelt Gottes bei den Menschen“ (tabernaculum Dei cum hominibus) bezeichnet wird (Offb 21,3 ).

## Standort in der Kirche und Ausstattung
In romanischen Kirchen wurden die konsekrierten Hostien, die für die Sterbekommunion aufbewahrt wurden, in einer vergitterten Nische im Chorraum oder in einem Wandtabernakel verwahrt. Im Hochmittelalter entwickelte sich in Theologie und Liturgie eine starke Betonung der Realpräsenz Jesu Christi im Allerheiligsten und die Verehrung des menschgewordenen Gottessohnes in der Brotgestalt. Sie wurde gefördert durch eine von Schauverlangen bestimmte hochmittelalterliche Eucharistiefrömmigkeit. Die Gotik entwickelte zuerst turmartige Sakramentshäuser aus kunstvoller Steinmetzarbeit. Ab dem 14. Jahrhundert wurde der Tabernakel auch auf den Altar verlegt, wo er zentriert in das Retabel eingebaut wurde. Spätestens in der Barockzeit war der Tabernakel fast immer fest mit dem Altar verbunden. Er sollte sich in der Regel auf dem Hauptaltar befinden, aber in Kirchen, in denen das Stundengebet gefeiert wurde (Dom-, Kollegiat- und Klosterkirchen), am Altar einer Sakramentskapelle. Dort wurde nach dem Caeremoniale Episcoporum üblicherweise nicht zelebriert, bis das sogenannte Tabernakeldekret vom 1. Juni 1957 auch dies vorschrieb. Dasselbe Dekret schrieb den alten Brauch fest, dass am Tabernakel das ewige Licht die Aufbewahrung des Allerheiligsten anzeigen sollte. Nur während des Triduum Sacrum ist der Tabernakel leer, die Tabernakeltüren sind weit geöffnet und das ewige Licht brennt nicht.

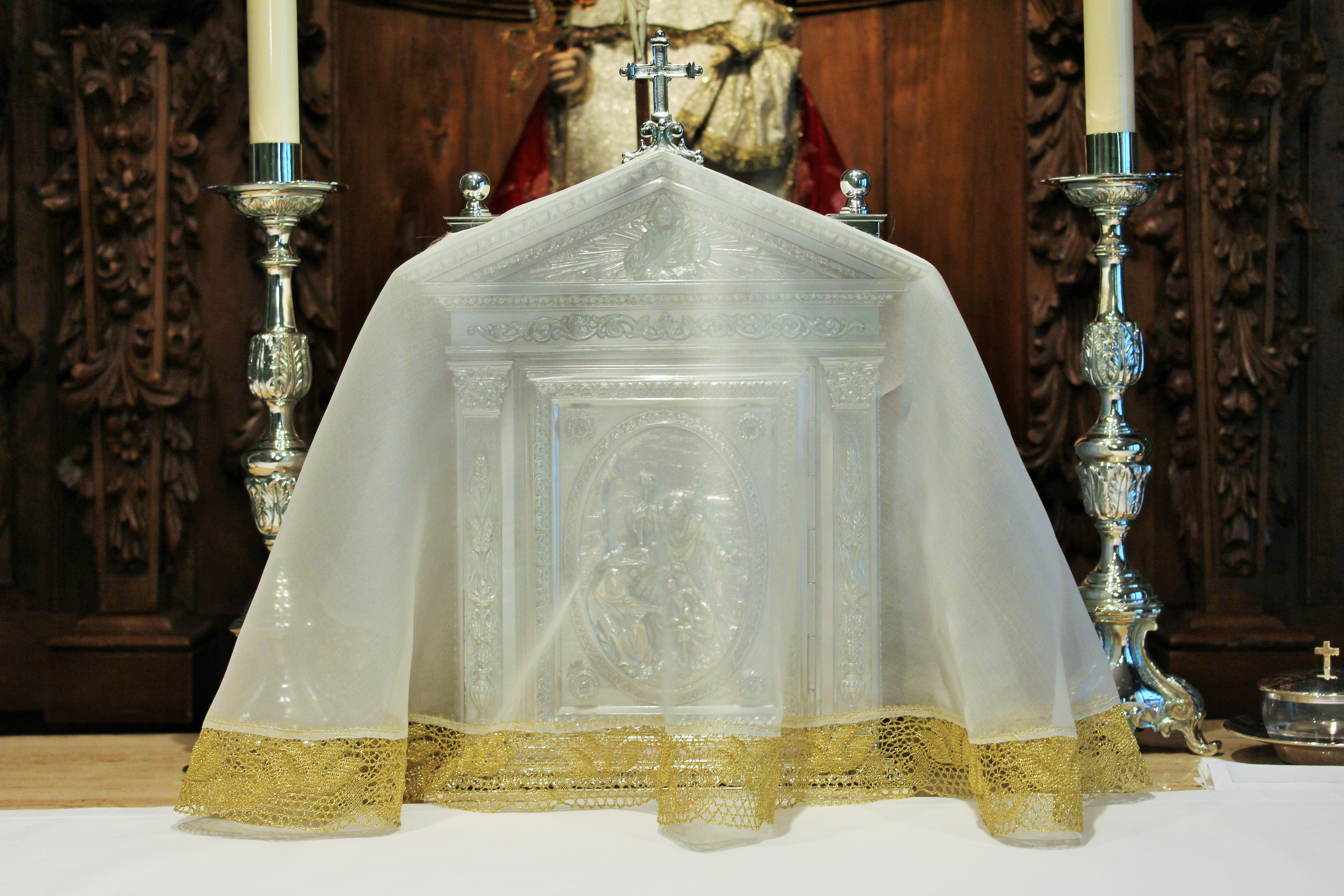
Ein Tabernakel mit Conopeum

Auf dem Tabernakel war im Barock eine Expositionsnische ausgebildet – häufig flankiert von zwei Engeln –, in der das Altarkreuz stand und die bei der Aussetzung des Allerheiligsten die Monstranz aufnahm. Eine barocke Sonderform ist der Drehtabernakel, bei dem ein drehbarer Zylinder im Tabernakel eingesetzt ist. Dieser Zylinder besitzt eine oder mehrere Nischen, in die ein Ziborium oder eine Monstranz eingestellt werden kann. Durch Drehen des Zylinders werden diese Nischen sichtbar oder liegen verdeckt im Inneren des Gehäuses.
Das Zweite Vatikanische Konzil (1962–65) wünschte in seiner Konstitution über die heilige Liturgie, Sacrosanctum Concilium, dass die  „Bestimmungen über die […] edle Form des eucharistischen Tabernakels, seinen Ort und seine Sicherheit“ geändert werden sollten. In der daraus resultierenden Grundordnung des Römischen Messbuchs wird vorgeschrieben, dass es in jeder Kirche nur einen Tabernakel geben soll; dieser soll nicht auf dem Altar stehen, an dem die heilige Messe gefeiert wird, und „feststehend, aus festem, haltbarem, bruchsicherem und nicht durchsichtigem Material gearbeitet und so verschlossen [sein], dass die Gefahr der Entehrung mit größtmöglicher Sicherheit vermieden wird“. In seit dieser Zeit gebauten oder umgebauten Kirchen befindet sich der Tabernakel meist in einer eigenen Seitenkapelle oder im Altarraum seitlich auf einer Stele. 
Es ist Brauch, dass am Tabernakel das Ewige Licht brennt, wenn sich das Allerheiligste im Tabernakel befindet. Früher war es regional üblich, den Tabernakel mit einem Tabernakelvelum (Conopeum) in den liturgischen Farben zu schmücken.